# نجلا (مجموعه تلویزیونی)
نجلا، یک مجموعهٔ تلویزیونی ایرانی به کارگردانی خیرالله تقیانی پور، تهیه‌کنندگی سعید سعدی و نویسندگی مهدی حمزه در آبادان، خرمشهر، شادگان و تهران، ساخته شده‌ است. نخستین قسمت از این مجموعه در ۱۷ مهر ۱۳۹۹ روی آنتن شبکهٔ سه سیما رفت. فصل دوم این مجموعه در نوروز و رمضان ۱۴۰۱ از شبکه سه، پخش شد.

## خلاصهٔ داستان
قصهٔ سریال نجلا در سال ۱۳۵۸ می‌گذرد و دختری به یک پسر عاشق در آن اوضاع آشفته و ناامنی‌ها وعده‌ای می‌دهد که طی آن اگر پسر بتواند او را از مرز ایران و عراق رد کند و به زیارت اربعین برسد، در قبال عشقش به او پاسخ مثبت می‌دهد، اما همهٔ این‌ها در طول مسیر دست‌خوش اتفاق‌هایی می‌شود. در فصل اول سارا رسول‌زاده و در فصل دوم محیا دهقانی نقش نجلا را ایفا کرد.

## بازیگران
| بازیگر             | نقش            |
| ------------------ | -------------- |
| حسام منظور         | عبد دشتی       |
| سارا رسول‌زاده      | نجلا (فصل اول) |
| محیا دهقانی        | نجلا (فصل دوم) |
| آزیتا حاجیان       | سلیمه          |
| ملیکا شریفی‌نیا     | شیرین          |
| هدایت هاشمی        | عدنان          |
| سیدمهرداد ضیایی    | شیخ ابراهیم    |
| سوگل طهماسبی       | ثریا           |
| مصطفی ساسانی       | عطا            |
| جواد پورزند        | عمو اکبر       |
| علی غابشی          | جابر           |
| امین میری          | عامر           |
| مرتضی شاه‌کرم       | مصطفی          |
| وحید نفر           | امجد           |
| ابتسام بغلانی      | -              |
| عباس خلف زاده      | رضا            |
| عبدالرضا نصاری     | ابویحیی        |
| یاسمین بدوی        | آسیه           |
| محمود بیاتی        | منصور          |
| بدرالسادات برنجانی | صغری           |
| ابراهیم گله‌دارزاده | سروان محبی     |
| محسن پوشانی        | شعبان          |
| محسن سلیمانی       | صمدی           |
| سجاد دیرمینا       | احمد           |

## نجلا ٢
نجلا ٢ فصل دوم مجموعه تلویزیونی «نجلا» است که به کارگردانی خیرالله تقیانی پور و نویسندگی سید حسین امیرجهانی و تهیه‌کنندگی سعید سعدی در نوروز و رمضان ١۴٠١ در ٣۶ قسمت از شبکه سه پخش شد.
بازیگران
- حسام منظور
- محیا دهقانی
- هدایت هاشمی
- آزیتا حاجیان
- ملیکا شریفی نیا
- مصطفی ساسانی
- سیدمهرداد ضیایی
- سوگل طهماسبی
- مرتضی شاه کرم
- پیر داغر
- آنه ماری سلامه
- هادی طراد
- ایوب آقاخانی
- احمد کاوری
- آرش ظلی پور
- تورج فرامرزیان
- بدرالسادات برنجانی
- حسین پوریده
- عباس خلف زاده
- رامین راستاد
- احمد مسافری
- حسین شفیعی
- ابراهیم گله دار زاده
- ياسین مسعودی
- سجاد پراک
- صفر محمدی
- علی شهبازی
- مهدی فتحی